# جابا مجیری
جابا مجیری (گرجی: ჯაბა მუჯირი) (متولد ۷ ژوئن ۱۹۸۰ در تفلیس)، بازیکن سابق فوتبال اهل گرجستان می‌باشد.
او سابقهٔ بازی در باشگاه‌های فوتبال ایرانی سپاهان اصفهان و فولاد خوزستان را در کارنامهٔ خود دارد.

## افتخارات
باشگاهی
- لیگ برتر ایران
  - نایب قهرمانی (۱): (۸۷-۱۳۸۶) به همراه تیم سپاهان اصفهان
- لیگ برتر گرجستان
  - قهرمانی (۱): (۰۴-۲۰۰۳) به همراه تیم دبلیوآی‌تی
- جام حذفی ایران
  - قهرمانی (۲): (۸۵-۱۳۸۴) و (۸۶-۱۳۸۵) به همراه تیم سپاهان اصفهان
- لیگ قهرمانان آسیا
  - نایب قهرمانی (۱): (۲۰۰۷) به همراه تیم سپاهان اصفهان